# Yesterday (мініальбом Grave Digger)
Yesterday  — мініальбом німецького хеві-метал гурту Grave Digger. Він також включав бонусний DVD. Пісня «Yesterday» є перезаписаною версією композиції з дебютного альбому Grave Digger.

## Список композицій
1. «Yesterday»
2. «The Reaper's Dance»
3. «No Quarter»
4. «Yesterday (Оркестрова версія)»

### Виступ на фестивалі Rock Machina, 2001, DVD
1. «Intro»
2. «Scotland United»
3. «The Dark of the Sun»
4. «The Reaper»
5. «The Round Table»
6. «Excalibur»
7. «Circle of Witches»
8. «Symphony of Death»
9. «Lionheart»
10. «Morgane Lefay»
11. «Knights of the Cross»
12. «Rebellion»
13. «Heavy Metal Breakdown»

## Учасники
- Кріс Болтендаль — вокал
- Манні Шмідт -гітара
- Йенс Бекер — бас-гітара
- Штефан Арнольд — ударні
- Ханс HP катценбург — клавішні